# Јасер ел Катани
Јасер ел Катани (Ел Хубар, 10. октобар 1982) бивши је саудијски фудбалер који је играо на позицији нападача.

## Клупска каријера

### Ал Кадисија
Ал Кадисија је Јасеров први клуб. Као омладинац, почео је да игра за Ал Кадисију 2000. године. 2003. године улази у први тим и за две године бележи 30 утакмица и 19 голова. Добре игре биле су разлог његовог преласка у Ал Хилал 2005. године за 30 милиона саудијских ријала (5 милиона евра).

### Ал Хилал
У Ал Хилалу достиже врхунац каријере. Дебитује у Азијској лиги шампиона, у којој је до сада дао 7 голова на 15 утакмица. У првој саудиској фудбалској лиги је дао 46 голова на 71. утакмици, док се у купу 6 пута уписао на листу стрелаца на 5 утакмица.

## Репрезентација
За репрезентацију Саудијске Арабије дебитовао је 2002. године. Учествовао је на светском првенству у фудбалу 2006. године и постигао гол против Туниса (утакмица завршена резултатом 2:2). 2007. године постаје најмалђи капитен Саудијске Арабије. До сада је за репрезентацију дао 59 голова на 94 утакмице.

## Награде

### Индивидуалне
- Азијски фудбалер године (2007)
- Уврштен у најбољих 11 играча Азије (2007)
- Први стрелац АФК Азијског купа (2007)

### Клупске
- Прва лига Саудијске Арабије (2005, 2008)
- Куп Саудијске Арабије (2005)
- Куп принца (2006, 2008)